# Couthuin
Couthuin (en wallon Coûtwin) est une section de la commune belge de Héron, située en Région wallonne dans la province de Liège.
C'était une commune à part entière avant la fusion des communes de 1977.

## Géographie

### Situation
Le village, très étendu, occupe la partie sud de la commune de Héron, globalement la partie située au sud-est de l'autoroute E42.
Il est initialement formé de cinq localités ou hameaux devenus aujourd'hui plus ou moins contigus :
- Fond de Couthuin et son église consacrée à la Nativité de Notre-Dame[1],
- Marsinne, dans le prolongement ouest du centre de Couthuin,
- Envoz, riche de plusieurs châteaux et fermes remarquables,
- Sur-les-Trixhes, siège de l'administration communale de Héron,
- Surlemez : la colline de Surlemez culmine à l'altitude de 219 m soit environ 140 m au-dessus du niveau de la Meuse.

Envoz, Sur les Trixhes et Surlemez sont alignés plus au sud sur une crête juste avant le versant boisé descendant vers la rive gauche de la Meuse.

## Démographie
- Sources:INS, Rem:1831 jusqu'en 1970=recensements, 1976= nombre d'habitants au 31 décembre

## Histoire

### Histoire minière
Couthuin a connu une activité de mines et de carrières depuis le moyen âge jusqu'à la fin en 1947. L'activité minière à Couthuin a déjà été mentionnée au XIIIe siècle. Jusqu'à 1830 Couthuin comptait plusieurs mines et minières de fer ainsi que des sièges d'exploitation de pyrite de fer et de houille. La galène, la calamine et la blende étaient présentes, mais jamais assez abondantes pour une extraction régulière. 
C'est surtout au XIXe siècle que cette activité s'est industrialisée. En 1830 c'était encore le gouvernement hollandais qui accorde deux concessions de minerais de fer sur le territoire de  la commune de Couthuin, voulant obliger les bénéficiaires à exploiter les ressources d'une manière intensive et faire disparaître les nombreux puits artisanaux et peu profonds. L'exploitation minière à Couthuin s'est développée de l'artisanale à une façon plus systématique à partir de 1854, et industrielle, intégrée dans un complexe sidérurgique moderne plus tard. La concession produisait à la fois de la houille, de la pyrite et des minerais de fer.
En 1945, l'exploitation du minerai de fer à Couthuin s'est arrêtée. C'était la dernière mine de fer de la province de Liège. En 1947 l'extraction du charbon s'est également arrêtée et avec elle toutes les activités minières à Couthuin .
Actuellement, il ne reste presque rien de l'ancienne activité minière que des plusieurs anciennes haldes en petits monticules au lieu-dit Fond de Jottée au nord de l'autoroute E42. Au lieu dit Java (Bas-Oha) il reste encore l'entrée de la Galerie de Java, une voie de transport souterraine  avec la mine de Couthuin qui permettra l'acheminement des minerais de fer directement du sous-sol de Couthuin jusqu'à la Meuse et la voie de chemin de fer. Une ancienne descenderie de la galerie de Java verrouillée actuellement et située à Couthuin sur une propriété privée.

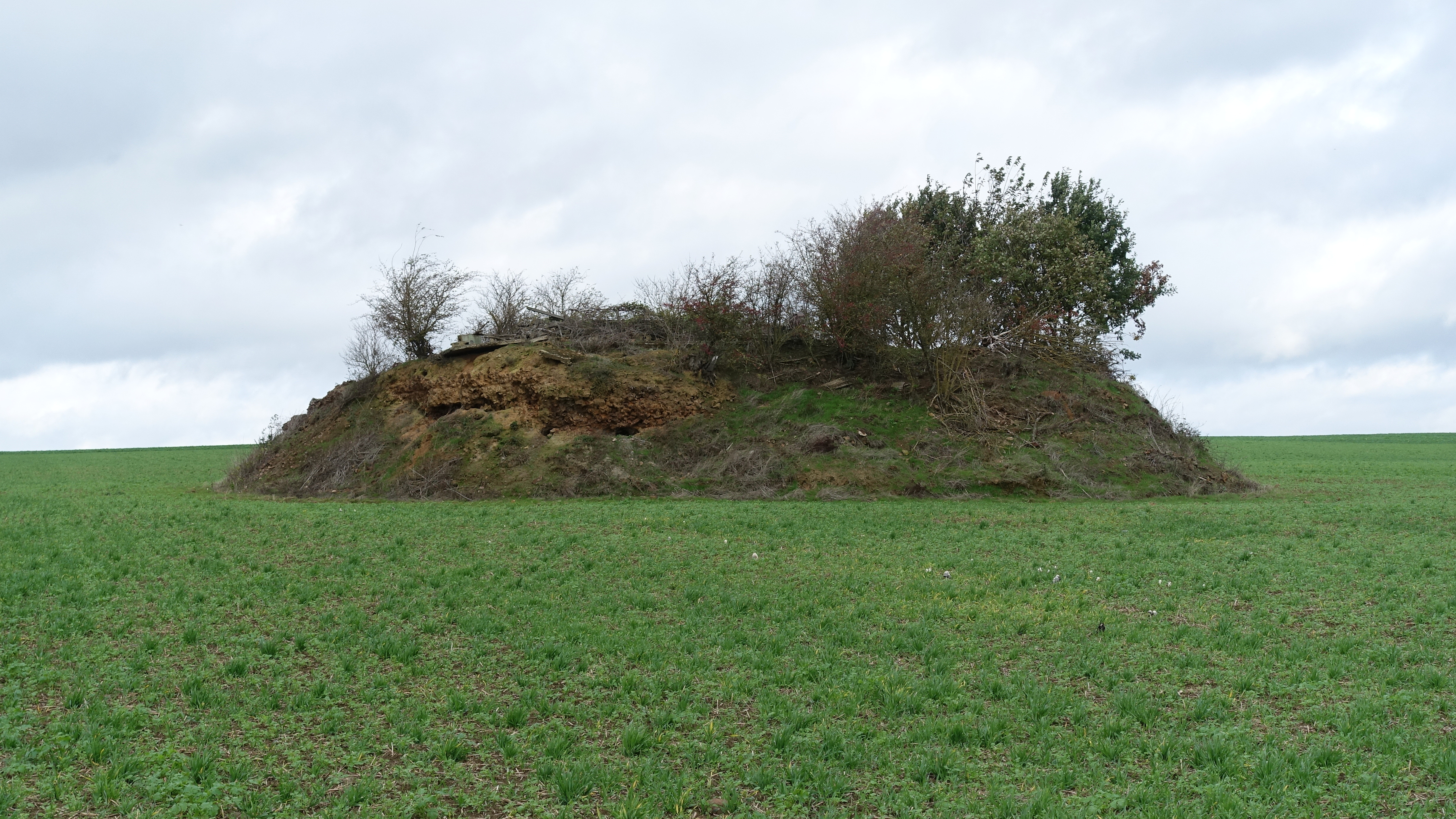
Halde monticule de mine de fer dans les champs Fond de Jottée.
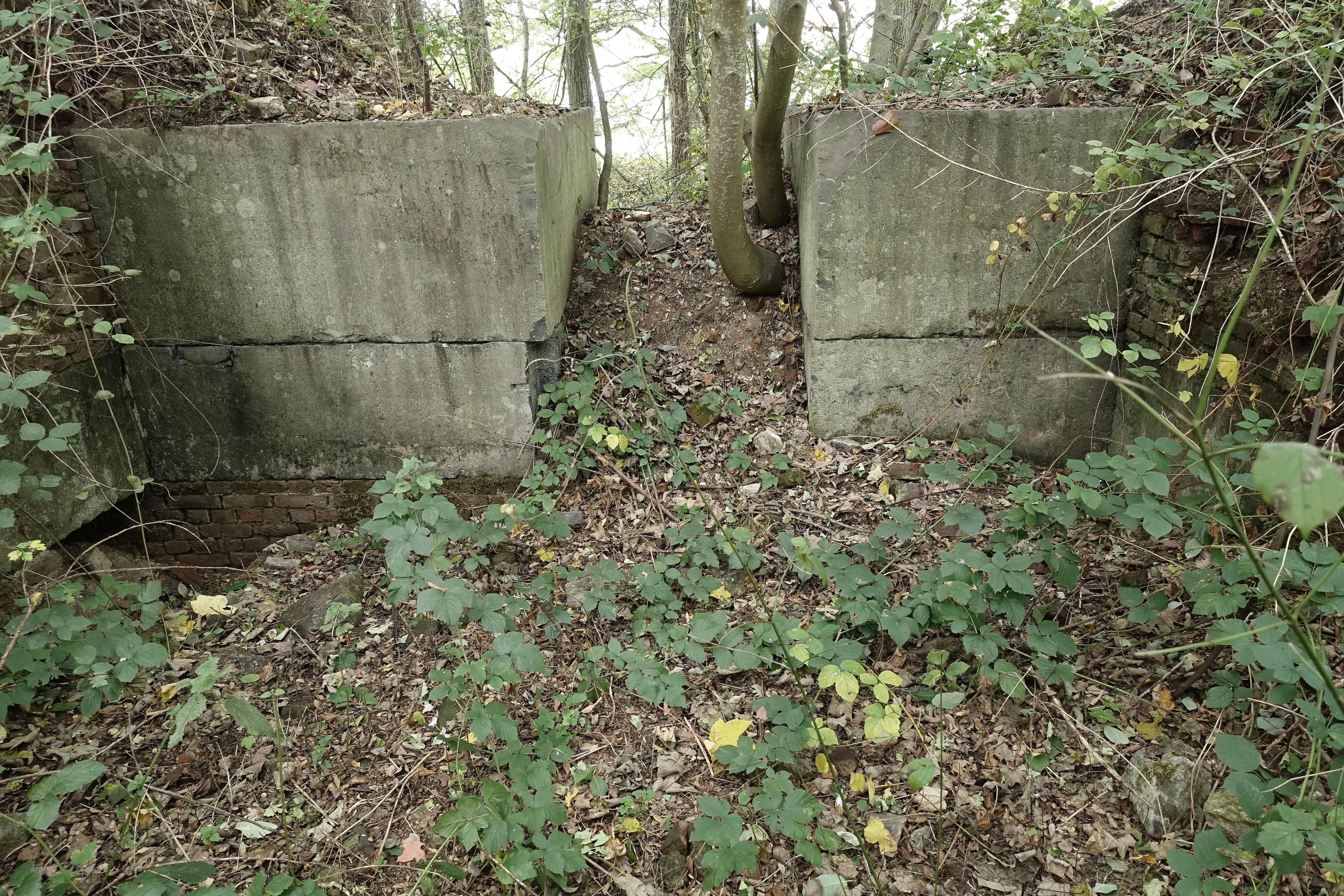
Ancien puits de mine plombo-zincifères de Roua.
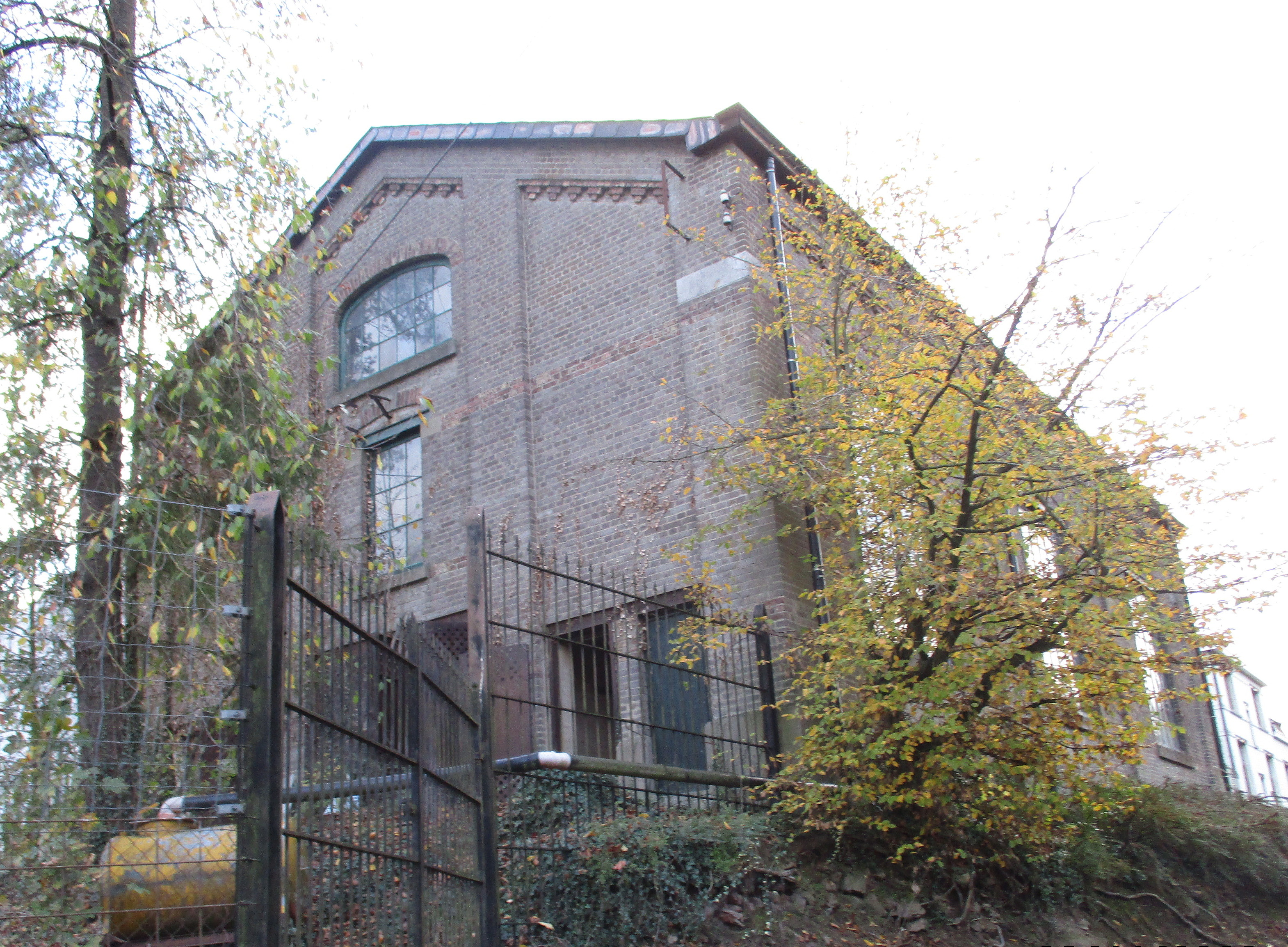
Ancien bâtiment Rue des Minieres.

## Économie
La brasserie de Marsinne produit la bière Léopold 7.
Le vignoble Domaine Vins des Cinq produit du vin blanc et du vin effervescent.